# Szociolektus
A szociolingvisztikában a szociolektus terminus olyan nyelvváltozatot nevez meg, amely nem területi, hanem egyéb kritérium szerint megállapított beszélők csoportjáé. Főleg az amerikai nyelvészetben társadalmi dialektusnak is nevezik. Meghatározásai különböznek aszerint, hogy milyen kategóriákra vonatkoztatják. Egyes nyelvészek társadalmi osztályokra korlátozzák (felső társadalmi osztályok, középosztály, munkásosztály stb.), és ebben az esetben a meghatározás pontosan felel meg a terminusnak. Más nyelvészeknél a terminus konvencionálissá válik, mivel egyéb beszélőkategóriákra is vonatkozik, folglalkozásiakra, szakmaiakra és korosztályiakra. Egyes nyelvészek a szociolektusok közé sorolnak etnikumok által használt nyelvváltozatokat is, mint a Black English ’fekete angol’ tetőelnevezés alatt említetteket, amelyeket az észak-amerikai afrikai eredetű rabszolgák leszármazottai beszélnek. Másként az ilyen változatokat etnolektusoknak nevezik. Ugyancsak a szociolektusok közé szokták sorolni a nyelvi regisztereket is, amelyek részben fedik egymást azzal, amit egyes nyelvészek stílusoknak neveznek.
A magyar nyelvészetben hagyományosan a csoportnyelv és a rétegnyelv terminusokat használták, amelyek részben megfelelnek a szociolektus terminusnak.

## Szociolektusok közötti különbségek
A szociolektusok több szempontból különböznek egymástól.
Az egyik különbség abban áll, ahogyan a beszélők elsajátítják őket. Egyeseket gyerekként, a beszéd megtanulásának folyamataként teszik magukévá. Ilyen a népi nyelvi regiszter, amelyet azok használnak, akiknek nincs meg a szükséges iskolai végzettségük ahhoz, hogy bírják a sztenderd nyelvváltozatot. A többi szociolektus többségét a beszéd elsajátítása után tanulják meg, az iskolarendszerben, például a sztenderd nyelvváltozatot vagy a tudományok szaknyelveit, illetve nem intézményes környezetben, például a szlengeket.
Egy másik különbség azt illeti, hogy mennyire van a szociolektusoknak szóbeli aspektusuk és írott aspektusuk. Például az szlengeknek nincs írott aspektusuk, hacsak nem tükrözik őket részben egyes szépirodalmi művek. Más szociolektusoknak úgy szóbeli, mint írott aspektusuk is van, például a tudományos és a műszaki szaknyelveknek. Végül egyebeknek nincs szóbeli aspektusuk, ilyenek az interneten használt nyelvváltozatok, mint a csevegőcsatornáké vagy egyes fórumoké.
A nyelv sztenderd változatához viszonyítva vannak sztenderd és nem sztenderd szociolektusok. Sztenderd változatok a szokásos regiszter és a választékos. A tudományos és a műszaki változatok is sztenderdnek tekintettek azon nyelvészek szerint, akik az ún. „irodalmi nyelv” tudományos stílusáról beszélnek, de egyesek nem sztenderd változatokat látnak bennük. Világosan nem sztenderd változatok a szlengek.
A szociolektusok többé-kevésbé különböznek a nyelvi vonásaikban is. A nyelvi regiszterek szókincsükben különböznek és egyes nyelvtani vonásaikban. A szlengeknek jellegzetes szókincsük van, a grammatikai rendszerük pedig a népi regiszteré vagy a fesztelené. A szaknyelveknek megvan a saját szókincsük (terminológiájuk), grammatikai és szövegszerkesztési vonásaik pedig bizonyos sajátosságokkal a szokásos vagy a választékos regiszteréi.

## A nyelvváltozatok (társadalmiak és területiek) viszonyulása egymáshoz
Általában a beszélők nem csak egy szociolektust használnak, hanem legalább kettőt, tehát diglossziát gyakorolnak. Például egy gimnáziumi tanuló otthon a szokásos vagy a fesztelen regisztert használja, osztálytársaival pedig a diákszlenget.
A nyelv összes változatai kontinuumot képeznek, nincs közöttük éles határ. Egyes változatok részben fedik egymást vagy befolyásolnak másokat. Szociolektusnak területi jellege is lehet, például a belgiumi diákszleng különbözik a franciaországitól. Példa hatásra a szlengeké a fesztelen regiszterre, de még a szokásosra is, azoknak az szlengszavaknak a révén, amelyek elveszítik titkos jellegüket és előbb az elsőbe, majd a másodikba kerülnek. Ilyen például a francia nyelvben a maquiller ’sminkelni’ ige.

## Szociolektusok típusai

### Nyelvi regiszterek
A nyelvi regiszterek olyan nyelvváltozatok, amelyeket a beszélők iskolázottsági szintjüktől függően bírnak. Ez bizonyos mértékben attól függ, hogy mely társadalmi réteghez tartoznak. Például a francia nyelvészetben megkülönböztetik a sztenderd nyelvváltozat szokásos regiszterét és választékos regiszterét, amelyet az iskolai rendszerben sajátítanak el, a népi regisztert, amely azoké, akik nem bírják legalább a szokásos regisztert, és a fesztelen regisztert, amelyiket bírják azok, akik legalább a szokásost is, esetleg a választékosat is. Ezek a beszélők hozzá tudják igazítani nyelvhasználatukat különféle kommunikációs helyzetekhez azzal, hogy például a fesztelen regisztert használják barátaikkal beszélgetve, a szokásost, amikor a közigazgatással érintkeznek, illetve a választékosat, amikor előadást tartanak.

### Stílusok
Hagyományosan egyes nyelvészetekben, mint a magyar vagy a román nincs szó a francia nyelvészet értelmében vett nyelvi regiszterekről, hanem stílusokról, amelyeket az ún. irodalmi nyelvre, más terminussal a sztenderd nyelvváltozatra korlátoznak. Például Zsemlyei 2009 két stíluskategóriát különböztet meg. Az írott változat stílusai közé a tudományost, a hivatalost, a publicisztikait és a szépirodalmit sorolja, a beszélt nyelv két fontosabb stílusának pedig a szónokit és a társalgásit tekinti.
A román nyelvészetben is ezekről a stílusokról van szó, amelyekhez hozzájönnek még a levelezési és a távirati.

### Szaknyelvek
Ezeket a nyelvváltozatokat a fenti értelemben vett tudományos stílus jellemzi. Általában szaknyelveknek nevezik a tudományos, a műszaki, a gazdasági, a politikai stb. területek nyelveit, amelyek terminológiáikban különböznek a köznyelvtől. Legalábbis elvben ezek pontosságra, a szinonímia kerülésére törekednek, de egyes szakoké (a matematikáé, a fizikáé, a orvostudományé stb.) pontosabb, mint másoké (a történelemé, a régészeté stb.). E nyelvváltozatok grammatikai rendszere a sztenderd nyelvváltozaté, de vannak bizonyos jellegzetességeik is: inkább igékből képzett főnevek, mint igék használata, a személytelen szerkezetek gyakorisága, a szóbeli és az írott diskurzus logikája és összetartása stb. Egyes nyelvészek a zsargonok közé sorolják a szaknyelveket abból kiindulva, hogy nem szakmabeliek nem értik őket.

### Argó, szleng és zsargon
Bővebben: Tolvajnyelv, Szleng, Zsargon
A francia argot ’argó’ és jargon ’zsargon’, valamint az angol slang ’szleng’ terminusokat több nyelv nyelvészete vette át. Olyan szociolektustípusokat neveznek meg, amelyek közös vonása az, hogy egy bizonyos csoport használja, és a rajta kívül állók nem értik. Kettesével tekintve őket egyéb átfedések is találhatók közöttük, ezért nagy különbségek vannak nyelvészek között meghatározásukat illetően. Egyesek mindhárom terminust szinonimáknak tekintik, mások csak kettőt, például az argót és a szlenget, arra utalva, hogy ugyanaz a meghatározásuk található meg a franciában, illetve az angolban, megint mások, például az orosz nyelvészetben zsargonnak nevezik azt, amit mások argóként vagy szlengként írnak le.
A magyar nyelvészetben mindhárom terminus jelen van. Az „argó” a „tolvajnyelv”, a „jassznyelv” és a „vagánynyelv” szinonimájaként jelenik meg. A szlenget egyesek azonosnak tekintik az argóval, mások megkülönböztetik a kettőt, a szlenget vagy nagyvárosi, argó elemekkel feltöltődött köznyelvnek tartják, vagy csak a fiatalok által használt, érzelmi töltetű szókincset tartalmazó változatnak. A zsargont többen olyan nyelvváltozatnak tartják, amelynek célja az, hogy érzékeltesse használói összetartozását, esetleg tudatos elkülönülését vagy beavatottságát, és mint ilyen, a többi két szociolektustípust is magában foglalja.
A francia nyelvészetben és a románban csak az argó és a zsargon terminusokat használják. Az utóbbiban a következő különbségtétel jelenik meg: az argó használói nyelvükkel szemben állnak a konvenciókkal (pl. diákok), és ilyen beszélők egyes csoportjai arra törekednek, hogy kívülállók ne értsék meg beszédüket (pl. bűnözők), miközben a zsargon nem titkos nyelv, és nem is konvenció ellenes, bár egyes csoportok a társadalom többi tagjaitól való elkülönükésükre használják (pl. felső társadalmi csoportok), de más csoportoknak nincs ilyen szándékuk (pl. szakemberek).
Argót, szlenget vagy zsargont használó csoportok nagyon sokfélék.
Egyes csoportok sajátos nyelvváltozatot használnak azért, hogy összetartozásukat, elkülönülésük és beavatottságukat érzékeltessék, valamint hogy mások ne értsék meg őket. Ezt argónak nevezik a magyar, a francia vagy a román nyelvészetben, tolvajnyelvnek, jassznyelvnek vagy vagánynyelvnek is a magyarban, és szlengnek az angol nyelvű nyelvészetben, valamint másokban is, mint a cseh és a szlovák.
Más csoportok az összetartozásukat, az elkülönülésüket és a beavatottságukat érzékeltetik a sajátos nyelvváltozatukkal, anélkül, hogy arra törekednének, hogy ne értsék meg beszédüket. Ezeket is argóknak nevezik a francia nyelvészetben és a románban, valamint szlengeknek az angol nyelvű és más nyelvészetekben. A magyar nyelvészetben is egyes szerzők e csoportoknak szlengeket tulajdonítanak, mások csoportok szerint külön ifjúsági nyelvet, diáknyelvet, katonanyelvet, hobbinyelveket említenek meg. Hasonlóak voltak a céljai a múltbeli felső társadalmi csoportok és az őket utánzó kispolgárok ún. szalonnyelvének is. Ezt zsargonnak nevezik a magyar, a román vagy az orosz nyelvészetben.
A fentebb említett szaknyelvek használói nem akarnak elkülönülni, de ezeket sem értik kívülállók. A francia köznyelvben ezért beszélnek például filozófusok zsargonjáról, teológusok zsargonjáról stb. Szakmai zsargonoknak vagy szakzsargonoknak nevezik ezeket egyesek a magyar nyelvészetben, az angolban és a románban. Ezek között különösebb helyzete van a politikusok nyelvének. Ez lehet ugyanolyan szakzsargon, mint a többi, de kívülállókhoz szólva lehet ködösítő szándékú is.
Egyes szakmáknak van grammatikailag a tudományos szaknyelvekéhez hasonló írott aspektusuk, és olyan szóbeli aspektusuk, amelyben keverik a terminológiát csak beszédben használt szavakkal. Ezek az argókra vagy a szlengekre hasonlítanak szóalkotási módjaikat és grammatikai rendszerüket tekintve. Például egy magyar építőipari szakember betonadalékról ír, de építkezésen e helyett sóder-ról beszél. Hasonlóképpen egy francia orvos placebo-ról ír, de kollégáival bonbon ’cukorká’-nak nevezi.
Ugyancsak szaknyelvek a különféle mesterségek és foglalkozások nyelvei, sajátos szókincsükkel. Ezt sem értik kívülállók. Főleg szóbeliek, és grammatikai rendszerük a népi vagy a fesztelen regiszteré.
Egyéb beszélők csoportjait egy-egy hobbi köti össze. Ilyenek a horgászok, a vadászok, a bélyeggyűjtők, egy adott játékot űzők, csevegőcsatornákat frekventálók stb. Nyelveik érzelmi töltetűek, azaz szerepe van bennük a speciális kifejezések használata örömének, és megvan az a funkciójuk, hogy kifejezzék a többé-kevésbé zárt körhöz való tartozást. A magyar nyelvészetben hobbinyelveknek szokták nevezni őket.
Az előző három bekezdésben említett beszélőcsoportok szociolektusait nyelvészetektől és szerzőktől függően argóknak vagy zsargonoknak nevezik a francia nyelvészetben és szlengeknek más nyelvészetekben, beleértve egyes magyar szerzőket is. Például a cseh és a szlovák nyelvészetben szleng elnevezéssel vannak tanulmányok a gyógyszerészek, az orvosok (értelmiségi szakmák), a fazekasok, a pékek (mesterségek), a képzőművészek, a zenészek (művészetek), a sörgyári dolgozók, a postai alkalmazottak (foglalkozások) nyelvváltozatáról.